# Nutzung (Technik)
Unter Nutzung versteht man die Verwendung eines Materials bzw. Betriebsmittels zur Erfüllung einer Arbeitsaufgabe. Nutzung ist in der REFA-Terminologie die Bezeichnung für die Ablaufarten des Betriebsmittels im Arbeitssystem.
Diese Definition entstammt dem Industrial Engineering, welches im deutschsprachigen Raum insbesondere durch den REFA-Verband vertreten wird.

„Ein Betriebsmittel wird genutzt, wenn es am Zusammenwirken der Systemelemente eines Arbeitssystems beteiligt ist.“

Ähnlich definieren ein Vierteljahrhundert später Hopp & Spearman:

„The utilization of a workstation is the fraction of time it is not idle for lack of parts.“

„Die Nutzung eines Betriebsmittels ist der Bruchteil Zeit, den dieses Betriebsmittel nicht aus Mangel an Teilen stillsteht.“

## Betriebswirtschaftliche Nutzung

Ablaufarten für das Betriebsmittel

Betriebswirtschaftlich gesehen ist es das Ziel, den Nutzen aus einem Betriebsmittel zu maximieren. Dies erreicht man nach dem ökonomischen Prinzip, indem man ein vorgegebenes Ziel mit minimalem Einsatz erreicht oder ein maximales Ergebnis mit vorgegebenem Input erreicht.
In Arbeitsanalysen werden die Ablaufarten für das Betriebsmittel wie im Bild dargestellt gegliedert. Wichtig ist die Unterscheidung zwischen Nutzung, die zu einer Nutzungszeit führt, und Unterbrechung.
Erläuterungen der Ablaufarten, sowohl für den Arbeitsgegenstand als auch für den Bearbeiter (Menschen), finden sich bei Ablaufarten.

## Technische Nutzung

### Computer-Systeme
Aus betriebswirtschaftlicher Sicht ist ein wesentlicher Aspekt, dass das Computer-System die Anforderungen der „Benutzer/User“ bzw. „Anwender“  erfüllt, d. h. die vorgesehenen Aufgaben bestmöglich unterstützt. Einzelheiten dazu können u. a. die Qualitätsmerkmale von Software sein, wie sie in der DIN-Norm ISO/IEC 9126 definiert sind, z. B: Aufgaben-Angemessenheit, Richtigkeit, Bedienbarkeit, Sicherheit etc.
In technischer Hinsicht ist ein Ziel, die einzelnen Komponenten bestmöglich zu nutzen. Dazu gehört, die Ressourcen (wie CPU-Zeit oder Arbeitsspeicher) und deren Knappheit nicht zu sehr als Engpass wirken zu lassen. Dies wird mit verschiedenen Scheduling-Strategien oder Speicherverwaltungs-Strategien umgesetzt. Ein anderer Engpass in den meisten Computer-Systemen heutzutage ist der Von-Neumann-Flaschenhals, der durch die Bandbreite des System-BUS die Nutzung des Gesamtsystems begrenzen kann.

### Bauwesen
Im Bauwesen spielt die Dauerhaftigkeit des Materials eine wichtige Rolle. Dementsprechend steht z. B. der Architekt vor der Frage, ob als Material Holz, Metall oder Stein bzw. Beton verwendet werden soll. Im Rahmen des Öko-Audit wird auch der Einsatz von Betriebsmitteln erfasst.

## Nutzungsgrad
Als Nutzungsgrade (Fertigungsgrad, umgangssprachlich auch Auslastung) bezogen auf ein Betriebsmittel sind der Beschäftigungs-, Fertigungs- und der Betriebsmittelnutzungsgrad besonders interessant. In diesen Zusammenhang sind Nutzungsgrade Maßzahlen für die Nutzung eines Betriebsmittels in einem bestimmten Zeitraum.
Die Angabe eines Nutzungsgrad ohne weitere Bezugsangabe meint in der Regel ein Maß dafür, wie viel von der in einem Energieträger gespeicherten Energie auch tatsächlich über eine Periode genutzt werden kann. Er stellt in diesem Zusammenhang eine Erweiterung des Wirkungsgrades dar, indem der gesamte – meist mehrstufige – Energiewandlungsprozess über eine Periode betrachtet wird.
Der Minimalwert ist 0, das heißt, die Ressource wird gar nicht genutzt.

Der Maximalwert ist 100 Prozent, das heißt die Ressource wird in einem Zeitraum immer und zur Gänze genutzt.

## Berechnung
Zeitlich wird die Nutzung unterschieden in die nachträglich ermittelte Hauptnutzungszeit, die sich aus der Hauptnutzung und der gemessenen Ist-Einsatzzeit wie folgt berechnet
{\displaystyle {\text{Ist-Hauptnutzungsgrad}}={\frac {\sum t_{BH}}{\text{Ist-Einsatzzeit}}}\cdot 100\,\%}
von der im Voraus berechneten Soll-Hauptnutzungszeit (S. 234).
{\displaystyle {\text{Soll-Hauptnutzungsgrad}}={\frac {\sum {t_{h}}}{\sum {T_{bB}}}}\cdot 100\,\%}